# Ферентиум
Ферентиум (Ferentium; също Ferentinum, Ferentum или Ferentia) е древен град в Етрурия на 8 км от Тибър. Останки от него се намират в днешния Ференто наблизо до Витербо в северен Лацио.
Един друг Ферентинум, днешен Ферентино, се е намирал в Южен Лацио.
На мястото на Ферентиум се е намирало етруско селище. След Съюзническата война (91 – 88 пр.н.е.) градът става муниципиум на триба Стелатина и 7. регион на Италия.
От Ферентиум произлизат римският император Отон  и Домицила Стара, съпруга на бъдещия римски император Веспасиан. Домицила или нейната дъщеря получава там храм като diva Domitilla.